# Мала Буковица (Илирска Бистрица)
Мала Буковица (словен. Mala Bukovica, итал. Bucovizza Piccola) је насељено место у општини Илирска Бистрица, Приморско-нотрањска регија, Словенија.

## Историја
До територијалне реорганизације у Словенији била је у саставу старе општине Илирска Бистрица.

## Становништво
У попису становништва из 2011. године, Мала Буковица је имала 162 становника.
| Број становника према пописима | Број становника према пописима | Број становника према пописима |
| ------------------------------ | ------------------------------ | ------------------------------ |
| 1991                           | 2002                           | 2011                           |
| 172                            | 161                            | 162                            |